# Notothixos floccosus
Notothixos floccosus är en sandelträdsväxtart som först beskrevs av Thw., och fick sitt nu gällande namn av Oliver. Notothixos floccosus ingår i släktet Notothixos och familjen sandelträdsväxter. Inga underarter finns listade i Catalogue of Life.